# Cucullia obscura
Cucullia obscura är en fjärilsart som beskrevs av Turati 1923. Cucullia obscura ingår i släktet Cucullia och familjen nattflyn. Inga underarter finns listade i Catalogue of Life.